# Pultenaea microphylla
Pultenaea microphylla är en ärtväxtart som beskrevs av Dc. Pultenaea microphylla ingår i släktet Pultenaea och familjen ärtväxter.

## Underarter
Arten delas in i följande underarter:
- P. m. cinerascens
- P. m. microphylla